# Погорєлов Руслан Володимирович
Русл́ан Володим́ирович Погор́єлов (6 липня 1959, Київ) — український, іспанський шахіст, міжнародний гросмейстер (1998).

## Життєпис
6 років — уперше сів за шахівницю.
Перші ази шахової науки прищепили бабуся і дідусь. Правил гри навчили батьки.
10 років — прийшов займатися до Республіканської шахово-шашкової школи «Авангард». Перший тренер Юрій Сахаров. Під його керівництвом юний шахіст почав вивчати теорію і брати участь у шахових турнірах.
1972 — 13 р. — отримав перший розряд;
1975 — 16 р.- виконав норматив кандидата у майстри спорту;
1979 — 20 р. — присвоєно звання — «Майстер спорту»;
1990 — (після 30 р.) — «Міжнародний гросмейстер».
Учасник турнірів:
Сан Себастьяно 1996, 100 учасників (2-5);
Київ 1997 (1);
Лінарес 1998, 186 учасників (9-18).

## Турнірні результати

### Результати виступів у чемпіонатах України
Руслан Погорєлов зіграв у трьох фінальних турнірах чемпіонатів України, набравши загалом 11 очок з 24 можливих (+6-8=10) (без врахування даних за 1980 рік). 
| Рік  | Місто           | Турнір                 | + | − | = | Результат | Місце |
| ---- | --------------- | ---------------------- | - | - | - | --------- | ----- |
| 1979 | Дніпропетровськ | 48-й чемпіонат України | 4 | 3 | 2 | 5 з 9     | 19    |
| 1980 | Харків          | 49-й чемпіонат України |   |   |   | ? з 13    | ?     |
| 1988 | Львів           | 57-й чемпіонат України | 2 | 5 | 8 | 6 з 15    | 12—15 |